# Божићни џемпер
Божићни џемпер је џемпер на тему божићног или зимског дизајна, који се често носи током божићне сезоне. Често су плетене. Традиционалнији приступ је одећа са ролком која се повлачи. Генерално се може рећи да украси као што су шљокице, ирваси или шљокице чине џемпер „ружним“, у смислу ружних џемпера. 

## Историја
У Уједињеном Краљевству, божићни џемпери су постали популарни током 1980-их.  Често се виде као ручно рађени поклони које плете старији рођак који се дају као божићни поклон.   Током 1990-их и 2000-их на њих се гледало као на поклоне и пали су у немилост  и представљени као нешто због чега се треба срамотити као у филму Дневник Бриџит Џоунс из 2001.  Они су постали привлачни током 2010-их,  са онлајн продавцем Амазоном који је пријавио повећање продаје од 600% у 2011. години, а тренд су пратиле бројне познате личности.  Такмичење у ружним божићним џемперима се одржава сваке године у Сједињеним Државама. 
Године 2012. британски лист The Daily Telegraph описао их је као „неопходан за ову сезону“, при чему је продавац Topman само продавао 34 различита дизајна, а продаја је порасла за 54 % у односу на 2011. Модни брендови су такође произвели божићне џемпере, укључујући Burberry и Jil Sander, а чак је и метал бенд Slayer издао један као део свог асортимана робе. 
Добротворна организација Спасимо децу организује годишњи Дан божићних џемпера сваке године у децембру под слоганом „Учините свет бољим џемпером“. Подстиче људе да прикупљају новац за добротворне сврхе тако што ће носити своје божићне џемпере на одређени дан.  Њујорк тајмс је 2012. објавио да су главно место за продају џемпера веб странице независних компанија, са називима на тему ружних џемпера. 
Хуманитарна организација за заштиту животне средине Hubbub известила је 2019. да је до 95% божићних џемпера направљено од пластике, а да се две петине носе само једном. Портпаролка Hubbub-а описала је божићни џемпер као "један од најгорих примера брзе моде" и позвала људе да "замене, купују половну или поново носе" уместо да купују нови. 